# Straßenradsport-Weltmeisterschaften 1927

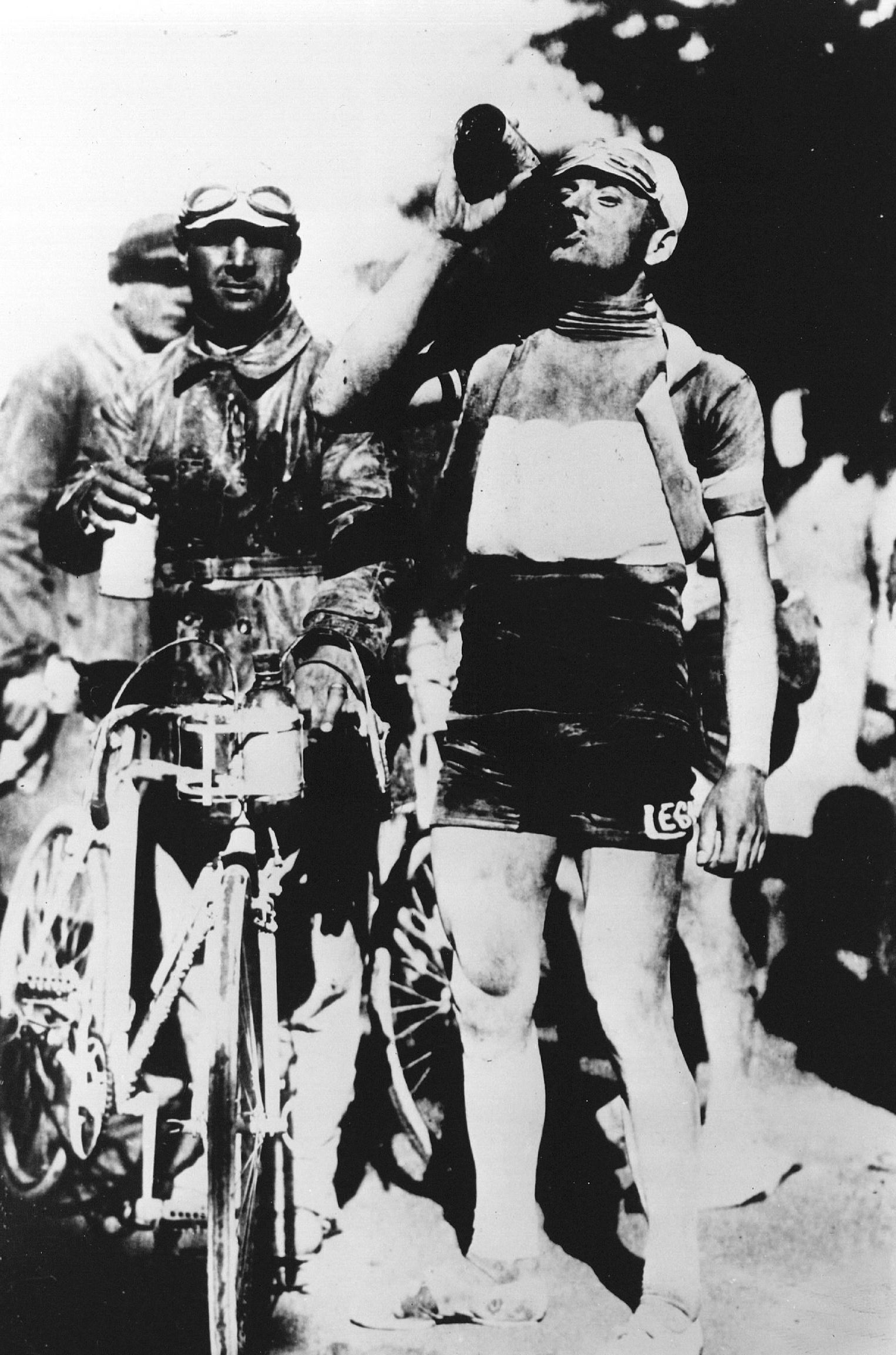
Der Italiener Alfredo Binda wurde erster Profi-Weltmeister im Straßenrennen

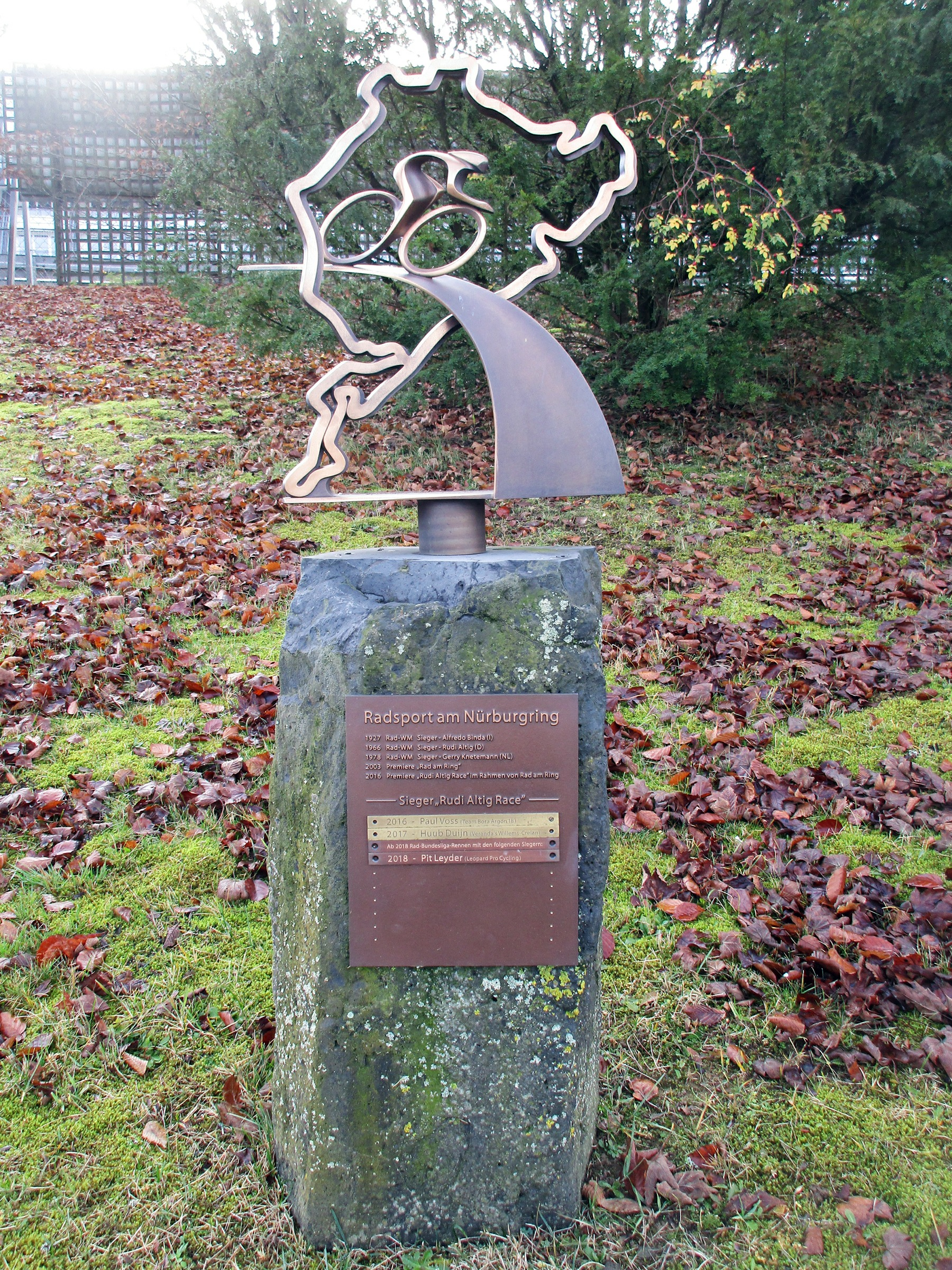
Das Denkmal „Radsport am Nürburgring“ am Nürburgring zwischen beiden Fahrerlagern.

Die Straßenradsport-Weltmeisterschaften 1927 fanden am 21. Juli auf dem Nürburgring in der Eifel statt. Es waren die ersten Straßen-Weltmeisterschaften mit der Beteiligung von Profi-Rennfahrern, da es bis zu diesem Zeitpunkt nach Ansicht des Weltradsportverbandes Union Cycliste Internationale (UCI) zu wenige Straßenprofis gab. Straßen-Weltmeisterschaften für Amateure gab es schon seit 1921. Vorläufer der Profi-WM war der Grand Prix Wolber, zu dem seit 1922 die Rennfahrer geladen wurden, die bei den wichtigsten Rennen in Frankreich, Italien, Belgien und der Schweiz unter die ersten Drei gekommen waren.

## Rennverlauf
55 Fahrer waren am Start, 33 Amateure und 22 Profis, die gemeinsam fuhren, aber getrennt gewertet wurden. Nur 15 Fahrer kamen ins Ziel, da sich die Strecke – wie im Vorfeld befürchtet – als äußerst anspruchsvoll erwies. Sie beinhaltete eine 20-prozentige Steigung, die nur von zwei Fahrern, Binda und Girardengo, auf dem Rad bewältigt werden konnte, da es damals noch keine Schaltungen am Rad gab. Erster Profi-Weltmeister war der Italiener Alfredo Binda. Welt- und Vize-Weltmeister der Amateure, der Belgier Jean Aerts und der Deutsche Rudolf Wolke, kamen als Fünfter und Sechster des Feldes ins Ziel.

## Resultate
| Platz    | Athlet              | Land   | Zeit        |
| Profis   | Profis              | Profis | Profis      |
| -------- | ------------------- | ------ | ----------- |
| 1        | Alfredo Binda       | ITA    | 6:37:28 h   |
| 2        | Costante Girardengo | ITA    | + 7:15 min  |
| 3        | Domenico Piemontesi | ITA    | + 10:51 min |
| Amateure |                     |        |             |
| 1 (5)    | Jean Aerts          | BEL    | + 11:51 min |
| 2 (6)    | Rudolf Wolke        | GER    | + 14:24 min |
| 3 (7)    | Michele Orecchia    | ITA    | + 17:50 min |
| 04 (8)   | Erik Bohlin         | SWE    | unbekannt   |
| 05 (9)   | René Brossy         | FRA    | unbekannt   |
| 6 (12)   | Helmer Strandberg   | SWE    | unbekannt   |
| 7 (15)   | Holmfrid Eriksson   | SWE    | unbekannt   |

An der Auffahrt vom historischen Fahrerlager hinauf in das neue Fahrerlager des Nürburgrings erinnert ein Denkmal „Radsport am Nürburgring“ daran, dass der „Ring“ in den Jahren 1927, 1966 und 1978 gleich dreimal Austragungsort der Rad-Weltmeisterschaften war.